# Stefanía Cora
Stefanía Cora (Concordia, Entre Ríos; 6 de agosto de 1989) es una política argentina, militante de La Cámpora y senadora nacional por la provincia de Entre Ríos desde el 20 de febrero de 2025, en reemplazo del exsenador expulsado por inhabilidad moral Edgardo Kueider.

## Primeros años y carrera profesional
Cora comenzó su carrera política en 2014 trabajando en el Centro de Acceso a la Justicia del Ministerio de Justicia de la Nación. En 2015, se integró al bloque de concejales del Frente Justicialista para la Victoria en la ciudad de Paraná. En 2019, fue elegida diputada en la Legislatura de Entre Ríos y logró renovar su banca en las elecciones legislativas provinciales del año 2023.
Cursa la Licenciatura y Profesorado en Historia en la Universidad Nacional del Litoral, lo que complementa su carrera política con una sólida formación académica.

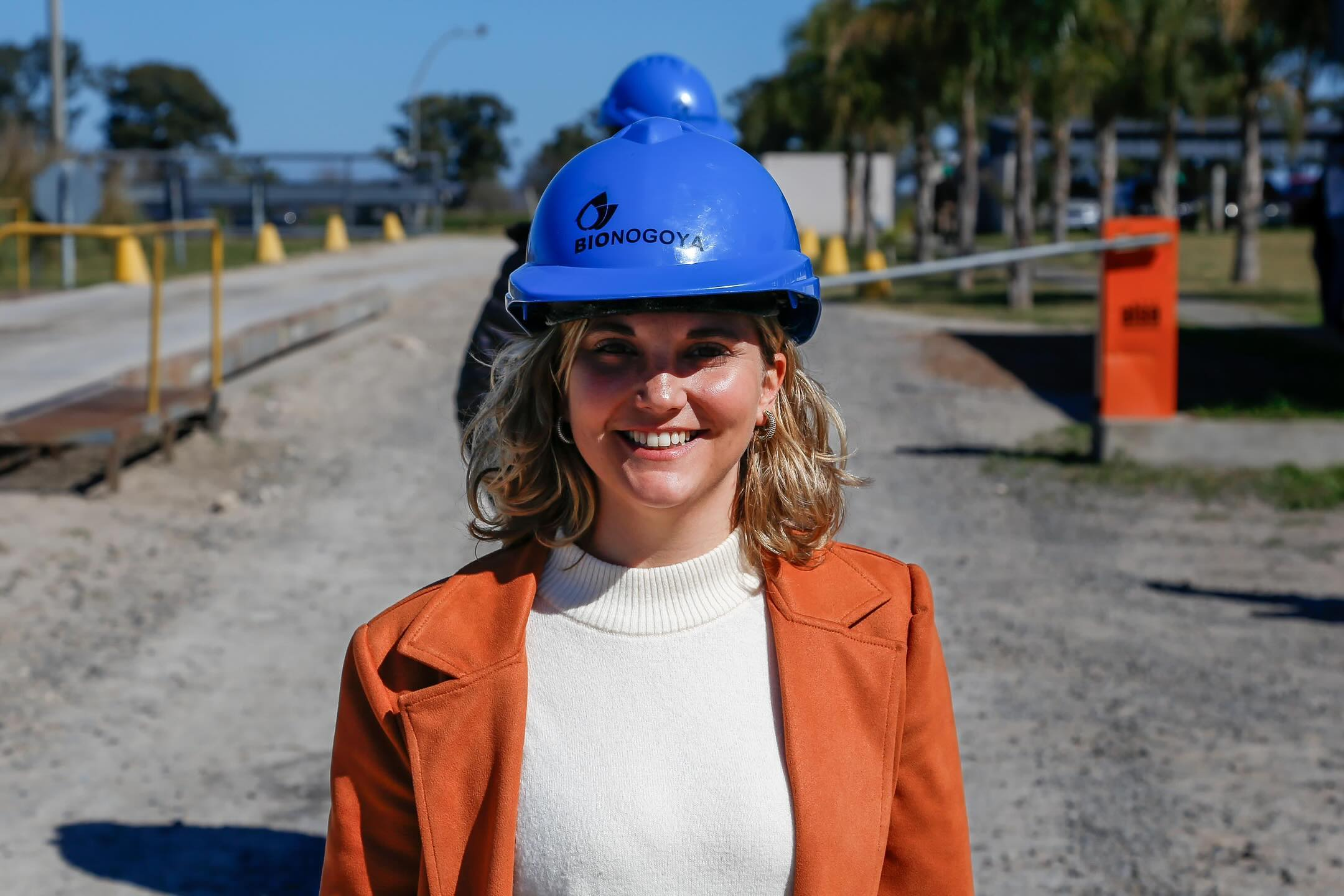
Stefania Cora visitando Bionogoya, una empresa entrerriana dedicada a la producción y comercialización de biocombustibles, glicerina y glicerol

## Trayectoria política
En su juventud, Cora se destacó como una ferviente opositora al gobierno del exintendente de Paraná Sergio Varisco, a quien criticó abiertamente durante su tiempo en el Concejo Deliberante. También fue una de las figuras clave en la lucha por la Ley de Paridad Integral en Entre Ríos, que busca garantizar la igualdad de género en la política, aunque su implementación ha sido parcial.
En el año 2019 fue candidata a diputada en las elecciones legislativas entrerrianas y segunda candidata a Senadora en las elecciones nacionales. Habiendo quedado en segundo puesto en las elecciones nacionales, no logró ingresar al Senado por lo que asumió su banca como Legisladora Provincial. Quien sí ingreso al Senado fue Edgardo Kueider, quien encabezó la lista. Luego fue acusado de haberse alineado con el gobierno de Javier Milei, lo que permitió que Cora tomara una posición de liderazgo en su corriente dentro del PJ entrerriano.
En diciembre de 2024, el Senador Kueider fue implicado en un escándalo por ingresar activos no declarados al Paraguay y comenzó a ser investigado por enriquecimiento ilícito. Tras este hecho, fue removido por "inhabilidad moral" por la propia Cámara, y Cora asumió como su sucesora el 20 de febrero de 2025, convirtiéndose en una de las senadoras más jóvenes en representar a Entre Ríos.

## Activismo y proyectos
Cora ha sido una destacada oradora en la Cámara de Diputados de Entre Ríos, especialmente en la oposición a las políticas del gobernador Rogelio Frigerio. Su compromiso con temas de género y feminismo también se refleja en sus iniciativas legislativas, como la propuesta de un "Programa de concientización, capacitación y difusión en la temática de masculinidades alternativas", presentada en 2024.

## Reconocimientos y liderazgo
Considerada una de las jóvenes más influyentes del kirchnerismo en Entre Ríos, Cora es conocida por su cercanía con figuras clave del movimiento, especialmente con el Instituto Patria. Su habilidad para negociar dentro de su fuerza política ha sido destacada, aunque su lealtad al kirchnerismo a menudo la coloca en el centro de las disputas internas del PJ.